# Катрін Плевінскі
Катрін Плевінскі (фр. Catherine Plewinski, 12 липня 1968) — французька плавчиня.
Призерка Олімпійських Ігор 1988, 1992 років.
Чемпіонка Європи з водних видів спорту 1989, 1991, 1993 років, призерка 1987 року.